# Hastings (Minnesota)
Hastings é uma cidade localizada no estado americano de Minnesota, no Condado de Dakota e Condado de Washington.

## Demografia
Segundo o censo americano de 2000, a sua população era de 18.204 habitantes.
Em 2006, foi estimada uma população de 21.360, um aumento de 3156 (17.3%).

## Geografia
De acordo com o United States Census Bureau tem uma área de
28,4 km², dos quais 26,2 km² cobertos por terra e 2,2 km² cobertos por água. Hastings localiza-se a aproximadamente 221 m acima do nível do mar.

## Localidades na vizinhança
O diagrama seguinte representa as localidades num raio de 16 km ao redor de Hastings.